# 瑞士广播电视集团
瑞士广播电视集团（德語：Schweizerische Radio- und Fernsehgesellschaft; 简称SRG SSR）是成立于1931年的瑞士公共广播组织，总部位于伯尔尼。 瑞士广播公司是一个非营利组织，主要靠电视牌照费用获取资金（70%），其它则是电视广告和赞助商的收入。

## 名称

瑞士广播公司的logo，使用至2010年

瑞士的直接民主制度和拥有德语、法语、意大利语、罗曼什语四种官方语言的现实意味着瑞士的公共广播服务结构将会十分复杂。因此其官方名称共有四個，即德语 Schweizerische Radio- und Fernsehgesellschaft （SRG），法语 Société suisse de radiodiffusion et télévision （SSR）。意大利语 Società svizzera di radiotelevisione （SSR），罗曼什语 Societad svizra da radio e televisiun （SSR）。公司缩写SRG SSR是四种语言缩写的合成。口号 "idée suisse" （法语: 瑞士灵感）于1999年被采用，在2011年从公司名称上删除。

## 历史
欧洲第三个公共广播电台于1922年在洛桑开始广播，电台从一开始就从牌照费制度获取资金。1923年更是卖出了980份牌照。在短短几年内电台沿着相同的方法已经在全国各地展开工作。1930年政府决定电台是不应该被允许成为私人利益的摇钱树的一项重要的公共服务，而且电台需要建立在联邦的基础上。1931年SRG-SSR作为区域广播组织的协调机构成立了。（见上）并得到联邦委员会的唯一授权。同年的另一个决定要求电台的所有新闻报道都必须由瑞士通讯社（SDA）提供，一直到1971年废除。 
首批全国转播站于1931年开始转播：法语的Radio Sottens，德语的Radio Beromünster。1933年启动了意大利语的Radio Monte Ceneri。1938年罗曼什语被确认为第四个国语之后，苏黎世的工作室开始在德语节目中穿插罗曼什语节目。在第二次世界大战中，SRG-SSR的一个重要功能就是作为中立、公正的新闻供应者，通过短波传输到达远瑞士的边界之外。Radio Beromünster和Radio Monte Ceneri被称为欧洲唯一自由的德语和意大利语的广播电台。
SRG-SSR是欧洲广播联盟23个创始广播机构之一。1939年就在苏黎世开始了电视传送的测试，1953年在德语区开始了普通电视的传输（从苏黎世发射） - 每晚上一小时，每周五天 - 立即吸引了920个早期的电视牌照买家。一年后，在1954年，法语区的电视开始从日内瓦播出。对于意大利语区，节目被打上意大利语字幕播放，直到1958年制作意大利语节目的工作室成立为止。第一年就卖出了50,000个电视牌照。 
1960年公司更名为Schweizerische Radio- und Fernsehgesellschaft（其他语言见上文）以反映不断发展的电视业务。1964年，作为保持牌照费低廉的一种手段，联邦委员会允许播出电视广告。1966年为了对抗信号强大的外国商业广播的影响，三种主要语言都拥有了第二个电台频道。同年罗曼什语广播在库尔建立了，占用德语第二广播的部分时间播音。1968年彩色电视开播，牌照发出了超过一百万张。
1978年，电台开始立体声广播。 1983年，联邦委员会放宽了瑞士媒体的立法，允许本地私人和商业广播频道。 SRG-SSR针对年轻观众推出第三电台频道，以应对挑战。 1991年SRG-SSR进行了广泛的重组。企业变为一个私营行业协会，根据瑞士公司法成立控股公司。1992年罗曼什语广播从德语广播中独立出来，1994年罗曼什语电视也独立了出来，同时罗曼什语广播公司更名为Radio e Televisiun Rumantscha。

## 组织
瑞士广播电视集团总部位于伯尔尼。由四个组成组织选出的董事会管理整个公司。
具体广播任务交由下面七个商业实体负责：
- 瑞士德语广播电视：负责德语区广播电视
- 瑞士法语广播电视：负责法语区广播电视
- 瑞士意大利语广播电视：负责意大利语区广播电视
- 罗曼什语广播电视：负责罗曼什语区广播电视
- 瑞士国际广播电台 / 瑞士资讯：负责对外广播以及管理网站swissinfo.ch

此外，还有6个从事制作电视节目、图文电视、图书出版、电视广告以及受众研究的子公司。
在整个瑞士提供的免费电视频道只有SRF1、RTS Un和RSI的La 1，各语言的其他频道在各自的语言区可以免费收看，但其他地区也可以通过付费电视和卫星电视收看。

## 瑞士国际广播电台/瑞士资讯
“瑞士国际广播电台”（缩写SRI）是瑞士广播公司的国际广播分支，目标受众是外籍人士和其他对瑞士有兴趣的人士。2004年10月SRI停止短波和卫星广播，而是集中力量建设瑞士资讯多媒体互联网平台。瑞士资讯的网页提供英文、法文、德文、意大利文、西班牙文、葡萄牙文、阿拉伯文、中文和日文等多种语言的服务。 
然而，以SRI名义广播的瑞士卫星广播仍然是一个国际广播。公司成立于上世纪80年代，总部设在伯尔尼。它包括三个多语种广播频道分别对应不同类型的音乐，可在卫星、互联网以及在瑞士本土收听，包括：Radio Swiss Pop、Radio Swiss Jazz和Radio Swiss Classic等。

## 其他

### 广播
- 瑞士世界电台（WRS）是瑞士唯一的一家英语电台，1996年由瑞士法语广播电视以“日内瓦世界电台”的名称在日内瓦成立，现在是一家私人电台。

### 电视
- HD suisse是瑞士广播公司首个HDTV频道，节目分别来源于四种单独语言的电视台。